# ゾラン・ヨヴィチッチ
ゾラン・ヨヴィチッチ（セルビア語: Зоран Јовичић, ラテン文字転写: Zoran Jovičić、1973年4月17日 - ）は、セルビア（旧ユーゴスラビア）の元サッカー選手。ポジションはフォワード。

## 経歴
レッドスター・ベオグラード時代の1996-97シーズンに21得点でユーゴスラビア・プルヴァ・リーガ得点王に輝いた。ユーゴスラビア代表としては1996年12月28日のアルゼンチン代表戦と1997年8月20日のロシア代表戦に出場した。

## タイトル

### レッドスター・ベオグラード
- ユーゴスラビア・プルヴァ・リーガ：1991-92
- ユーゴスラビア / セルビア・モンテネグロカップ：1992-93, 1995-96, 1996-97
- インターコンチネンタルカップ：1991